# Архитектура Новосибирска
Архитекту́ра Новосиби́рска — история возникновения и роста города, наиболее выразительные сооружения, сложившиеся архитектурные ансамбли и общегородская планировка.
Архитектура города в исторической ретроспективе отражает протекавшие экономические и социальные процессы, влияние архитектурно-планировочных решений на формирование городской среды и образование индивидуального облика Новосибирска.

## Основные этапы застройки города

### Основание Новосибирска

#### Железнодорожный мост через Обь
История архитектуры Новосибирска неразрывно связана с историей Транссибирской железнодорожной магистрали. Сибирь с её огромными ресурсами и природными богатствами предоставляла для России уникальные перспективы: для роста промышленного сбыта, ускорения товарооборота, вывоза сельскохозяйственной продукции, колонизации была необходима железная дорога. Отклонив множество проектов различного направления новой дороги, царское правительство пришло к одному варианту строительства, исключительно на средства казны. В феврале 1891 года вопрос о постройке был окончательно решён, а 19 мая 1891 года во Владивостоке состоялась торжественная церемония закладки Транссибирской магистрали.
При строительстве магистрали встал вопрос, где лучше возвести железнодорожный мост через реку Обь. Было предложено четыре варианта: у села Дубровино, около деревни Скала, через Яренский остров и у села Кривощёково. Инженер Николай Георгиевич Гарин-Михайловский отстаивал последний вариант. Ему удалось найти самое узкое место разлива Оби, где река была сжата в скалистых берегах. Против варианта Гарина-Михайловского выступала буржуазия города Томска, так как в этом случае железная дорога не проходила через город. Однако инженеру удалось отстоять свой вариант строительства, который поддержали директор Геологического комитета А. Р. Карпинский и инженеры-строители Н. А. Белелюбский и Н. Б. Богуславский. 27 февраля 1893 года было утверждено точное местоположение моста и получено разрешение на строительство. Трасса на левом берегу Оби прошла через село Большое Кривощёково (со сносом большей части застройки села), на правом — возле устья речки Каменки.
20 июля 1893 года началось строительство. Мост через Обь у села Кривощёково на 1328-й версте Западно-Сибирской дороги строился по проекту профессора Николая Аполлоновича Белелюбского, выдающегося инженера-строителя и учёного в области строительной механики. Мост имел девять пролётов, лежащих на каменных опорах из местного гранита, заложенных на гранитном ложе реки. Стальные конструкции моста были изготовлены на Урале, на Воткинском заводе, под руководством подрядчика инженера В. И. Березина. Строили мост 4 года, потратив на строительство 2 млн рублей. В 1896 году прошло испытание моста, по которому прошли 4 паровоза, а уже 31 марта 1897 года он был открыт для движения.

#### 1893—1897. Первые строения
Одновременно со строительством моста в полутора верстах от Оби возводили крупный железнодорожный комплекс — станцию Обь. Станция стала начальным пунктом Средне-Сибирской железной дороги. Около неё в 1896 году было возведено каменное паровозное депо на 450 рабочих с малыми мастерскими при нём. Были возведены вокзал и водонапорная башня, а на берегу, напротив станции, водоподъёмное здание. В 1897 году при станции функционировало здание вокзала 3 класса стоимостью 18 тыс. рублей, деревянное, на каменном фундаменте, крытое железом, с залом ожидания и багажным отделением. Около вокзала были открыты кафе, ресторан, построены 12 жилых домов для служащих станции. В лесу, близ станции, были построены железнодорожная больница на 10 мест и приёмный покой, а также врачебно-питательный пункт. Ещё одним крупным сооружением около станции была каменная церковь.
Возле крупных сооружений, сопутствующих железной дороге, стали всё более и более расселяться люди. Образовалось два ядра притяжения — у станции Обь и между мостом и собором, которые стали быстро расти территориально навстречу друг другу. В 1893 году в районе моста и у станции проживало 734 человека. Будущий первый староста поселения И. Г. Титлянов писал, что первоначально «народы, стекавшиеся на постройку дороги, не имели никакого пристанища, железнодорожные бараки и помещения не давали возможности разместиться всем работающим на дороге людям, и, кроме того, неудобство приготовления пищи более всего отражалось на рабочем элементе. Ввиду подобных неудобств масса рабочих, складываясь по нескольку семейств, старались каждый построить какой-нибудь барак или хату. Строились бесконтрольно, кто где вздумал… Такое заселение посёлка продолжалось более года, и лишь только в 1893 г. приехал окружной старший лесничий из города Барнаула и первоначально было решено им выдворить всех из бора… но выдворить было уже невозможно, так как настроено было более 500 домов».
Журнал «Нива» писал: «К лету 1894 г. правый берег реки совершенно преобразился: бор постепенно исчез, а на его месте росли уже не землянки, а вполне приличные дома…». На общем сходе в 1895 году было постановлено: «Посёлок Кривощёковский ввиду постройки церкви во имя святого благоверного князя Александра Невского переименовать в Александровский». Однако это именование продержалось недолго. Поселение очень быстро росло и в 1896 году получило первый межевой план под «усадебную оседлость». Однако поселенцев не устраивала юридическая неопределённость посёлка, отсутствие в нём самоуправления, хотя число жителей к 1897 году достигло уже 7832 человек.

#### Первый план застройки
Из-за быстрого роста поселения встал вопрос о регулировании градостроительной деятельности. Территория посёлка управлялась Кабинетом Его Величества, для которого наплыв населения сулил большие выгоды в виде больших налогов, но требовал принять меры по упорядочиванию расселения, ввести его в плановое, учитываемое русло. В 1896 году межевщик Кабинета Кузнецов составил первый в истории города план для отвода земли под усадебную оседлость. 27 января 1897 года план посёлка был утверждён начальником Алтайского горного округа. План был составлен Кузнецовым формально, без продуманных градостроительных принципов. Кузнецов не мог предвидеть будущее экономическое значение поселения, из-за чего в плане не было функционального зонирования территории, не было выделения улиц по пешеходному и транспортному признакам, не было выделено территорий под озеленение, под доступные населению набережные. В плане были обозначены кварталы прямоугольной формы, предназначенные для усадебной одно-двухэтажной застройки. Уличная сеть была разбита параллельно реке Оби в Закаменской части и параллельно линии железной дороги в привокзальном посёлке. В центральной части посёлка, ограниченной с востока каньоном речки Каменки и с запада Михайловским логом, улицы тянулись с юга на север; их пересекали под прямым углом улицы идущие с запада на восток. В центрах Закаменной и Центральной частей Кузнецов наметил две площади.
На площади в 1600 десятин (1748,8 га) было отмежёвано 2862 участка под усадьбы. Площадь усадьбы составляла: 15 сажен (32 метра) по улице и 17 сажен (36 метров) в глубину квартала. Первыми улицами, которые стали быстро застраиваться, по плану Кузнецова, были в центральной части — Кривощёковская, Колыванская, Александровская (ул. Серебренниковская), Мостовая, Николаевский проспект. В привокзальной части — Вокзальная и Михайловская (ул. Ленина).

### 1898—1904. Архитектура посёлка Новониколаевского
17 февраля 1898 года Министерство внутренних дел вынесло решение о замене наименования посёлка Александровского на Новониколаевское. Однако перевод посёлка в разряд посада или города так и не состоялся. К 1898 году посёлок довольно сильно разросся, население его перевалило за 10 тысяч человек. Н. Г. Гарин-Михайловский, проезжая по железной дороге через Обь, писал: «я с удовольствием смотрю и на то, как разросся на той стороне бывший в 1891 году посёлок, называвшийся Новой деревней. Теперь это уже целый городок, и я уже не вижу среди его прежней кучки смиренных, мелкорослых вятичей, год-другой до начала постройки поселившихся было здесь». С открытием движения по мосту посёлок Новониколаевский стал крупным торгово-распределительным центром Сибири. В 1901 году его торговый оборот достиг 20 млн рублей. Новониколаевская пристань стала очень оживлённой, на ней работало несколько сотен грузчиков. В Новониколаевске строились магазины и лавки, винные склады, открывались транспортные и справочные конторы, дома русских и иностранных торговых и промышленных фирм. В Путеводителе по Великой Сибирской железнодорожной магистрали за 1902 год указывалось: «Торговля и ремёсла здесь развиты, как в бойком городском поселении. Магазинов и лавок более 120, пивной склад, пивных лавок 4, ренсковых погребов 2, питейных домов 3, хлебопекарен 7, кондитерских 1, гостиница с кафе-рестораном, меблированные комнаты, постоялых дворов 50».

### 1904—1926. Город Новониколаевск
7 января 1904 года Министерство внутренних дел известило губернатора Томской губернии, что Новониколаевску императором был присвоен статус безуездного города. 12 января 1904 года состоялись первые выборы городского самоуправления; 11 февраля на заседании уполномоченных был принят первый бюджет. 23 октября 1905 года была проведена первая перепись города. Из документов переписи известно, что в городе на тот момент было 203 полностью или частично застроенных квартала. Больше всего застроенных кварталов было в Центральной части — 105. Застроенных усадеб по всему городу было 2549, больше всего опять же в Центральной части. Всего жилых зданий в городе насчитывалось 3647. Почти столько же было и нежилых хозяйственных строений — 3055. Число жителей города достигло 22708 жителей.
К 1913 году Новониколаевск стал крупнейшим торгово-транспортным узлом и экономическом центром обширной территории Приобья. Город превратился в крупнейший в Западной Сибири центр мукомолья и торговли хлебом. К 1910 году в поселении уже работали 10 мельниц с общей производительностью в 12 млн пудов муки в год. Мельницы Новониколаевска были крупнейшими во всей мукомольной промышленности Сибири. К 1915 году в мукомольной промышленности было занято 586 человек. Сами мельничные здания были деревянными, однако очень значительными — до пяти этажей высотой. На основе переработки хлеба в городе получило развитие винное производство. Спиртные напитки изготовлялись на заводах «Бр. Элленек и К°», «Прогресс», «Богемия». Казённые винные склады уже к 1904 году представляли собой крупный комплекс кирпичных двухэтажных зданий. В 1910 году был построен единственный в Сибири солодовенный завод В. А. Пастухова.
Благоустройство города сильно отставало от его экономического развития. Мощение улиц практически не производилось, за исключением небольшого участка в южной части Николаевского проспекта. С 1911 по 1916 год было замощено 11,8 км улиц и 350 м подъездных путей. В городе устраивались деревянные тротуары. Единственным видом городского транспорта был конный. В 1913 году под железной дорогой был построен путепровод из монолитных железобетонных конструкций, соединивший прибрежную часть города с центром. С 1910 года начались работы по озеленению Новониколаевска. Дума города издала указ, обязывающий домовладельцев засадить деревьями участки дорог вдоль своих домовладений. С 1912 года появились линейные посадки тополя. В эти же годы были заложены бульвары Николаевского и Обского (Комсомольского) проспектов.

## Современная архитектура города Новосибирска
В Новосибирске преобладает точечная застройка, однако с осени 2014 года по обращению прокуратуры города Новосибирска в суд были отменены некоторые положения правил землепользования. Теперь перед строительством, застройщики будут вынуждены учитывать мнение граждан, касательно отдалённости строящихся сооружений от уже построенных.

## Архитектурные стили
После эры конструктивизма в Новосибирске появляется стиль пост-советской эклектики, возникший в начале 1990-х годов. В нём исполнены дома нового социального класса — «новых русских». Сооружения располагались в частном секторе, в основном это были малоэтажные здания выполненные из красного кирпича. В 2000-х годах популярность в архитектуре приобретают небоскрёбы, ярким примером такого сооружения является «Синий зуб» на улице Коммунистическая 50. Высотки строятся в стиле хай-тек, который в дальнейшем обретает всё большую популярность и проявляется в новостройках жилых домов, практически всех и торговых и бизнес-центрах.
Наряду со стилем хай-тек, в городе строятся сооружения стиля модерн, в нём выполнен, например, первый в городе 5-звёздочный  отель Marriott.

## Перспективы
В настоящее время разрабатываются проекты по обустройству города, однако ожидаемое всеми горожанами событие уже произошло — достроился  Бугринский мост.

## Выдающиеся архитектурные объекты

### Архитектурные ансамбли Новосибирска
- Площадь Ленина, 1908—1930
- Социалистический город — Левобережный Новосибирск, 1930
- Академгородок, 1959—1967

### Архитектурные памятники Новосибирска
В свёрнутом списке упомянуты наиболее выдающиеся памятники архитектуры, построенные в Новосибирске за три века. Список представлен в приблизительной хронологической последовательности, в случае нескольких этапов строительства — по времени наиболее значительной перестройки. За основу взяты перечни архитектурных памятников из книги И. В. Невзгодина.
- Первый железнодорожный мост через Обь, 1893—1896
- Собор во имя Св. Александра Невского, 1987—1899
- Гостиница «Метрополитен», 1905
- Дом купца А. И. Кагана (Первый роддом), 1908
- Военный городок («Красные казармы»), 1910—1913
- Городской торговый корпус, 1909—1912
- Начальные училища, 1910—1912
- Реальное училище имени Дома Романовых, 1911—1912
- Коммерческое собрание, 1911—1914
- Часовня во имя Святителя и Чудотворца Николая, 1914
- Филиал Богородско-Глуховской мануфактуры, 1914—1916
- Дом инвалидов Сибири, 1915—1917
- Дворец труда, 1923—1925
- Кинотеатр «Пролёткино», 1926
- Дом В. И. Ленина, 1924—1928
- Сибирское подворье (здание Государственных учреждений Сибири), 1923—1924
- Сибдальгосторг, 1923—1924
- Сибревком, 1925—1926
- Сибкрайсоюз, 1926
- Промбанк (Администрация города), 1925—1926
- Доходный дом (Торговый корпус, Центральная гостиница), 1926—1928
- Клуб железнодорожников, 1926
- Библиотека, 1927
- Клуб Союза совторгслужащих им И. В. Сталина, 1927—1928
- Универмаг НовСибТПО, 1927
- Общежитие сотрудников Новосибирского отделения Торгово-промышленного банка СССР, 1926—1927
- Жилой дом работников Государственного банка, 1926—1928
- Хлебзавод № 1, 1927—1929
- Контора Госэлектросиндиката, 1928—1929
- Первая поликлиника, 1927—1928
- Окружная больница, 1928
- Здание Госбанка, 1928—1929
- Квартал-сад кооператива «Печатник», 1928—1930
- Жилой дом для специалистов СНСНХ, 1929
- Жилой дом кооператива «Медик», 1929—1930
- Жилой дом кооператива «Химик», 1929—1930
- Жилой дом ЖАКТа «Рабочая пятилетка», 1929—1930
- Стоквартирный дом, 1930—1931
- Жилой дом Сибкрайсовпрофа, 1930—1933
- Жилой дом «Динамо», 1930—1932
- Крайисполком, 1930—1932
- Жилой комплекс кооператива «Кузбассуголь», 1931—1933
- Жилой дом-комбинат НКВД, 1931—1932
- Химико-технологический техникум, 1932—1938
- Аэроклуб, 1934
- Спортивный клуб «Динамо», 1932—1933
- Жилой дом крайснабсбыта (Облснаба), 1931—1934
- Железнодорожный вокзал «Новосибирск-Главный», 1932—1938
- Дом Науки и Культуры (Театр оперы и балета), 1931—1934
- Стоквартирный жилой дом работников крайисполкома, 1934—1937
- Жилой дом для работников «Сибзолото», 1933—1934
- Жилой дом для работников «Сибстройпути», 1933—1935
- Дом артистов, 1934—1938
- Управление Западно-Сибирской железной дороги, 1935
- Здание треста «Запсибзолото», 1930, 1936
- Морфологический корпус медицинского института, 1936
- Жилой дом Облплана, 1935—1939
- Жилой дом работников речного транспорта (Дом грузчиков), 1936—1937
- Жилой дом ИТР «Трикотажстроя» (Генеральский дом, жилой дом СибВО), 1937—1941
- Первое здание Западно-Сибирского филиала Академии наук СССР, 1944—1947
- Коммунальный (Октябрьский) мост через р. Обь, 1948—1955
- Редакционно-издательский комплекс «Советская Сибирь», 1963—1977
- Государственная публичная научно-техническая библиотека СО РАН (ГПНТБ), 1966
- Речной вокзал и гостиница «Обь», 1965—1974
- Учебно-лабораторный корпус № 5 комплекса учебных зданий Новосибирского государственного технического университета, 1966—1974
- Академический молодёжный театр «Глобус» (Театр юного зрителя, ТЮЗ), 1966—1984
- Кинотеатр им. В. В. Маяковского, 1968
- Цирк, 1971
- Универсам, 1973
- Экспериментальный шумозащитный жилой дом, 1979
- Государственный универсальный магазин «Россия», 1973—1987
- Типовой проект жилого дома серии 97, 1969